# Jaynetta Saunders
Jaynetta Carrol Saunders (Louisville, 21 agosto 1979) è un'ex cestista statunitense, professionista nella WNBA.

## Carriera
È stata selezionata dalle Cleveland Rockers al secondo giro del Draft WNBA 2001 (27ª scelta assoluta).